# 富勒姆宮

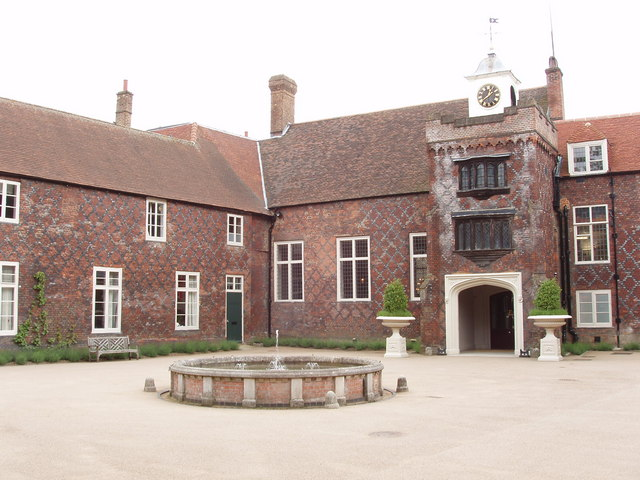
富勒姆宮

富勒姆宮（Fulham Palace）是位於英國倫敦富勒姆地區的一座建築。該建築的歷史可以追溯至中世紀，是一座I級登錄建築，曾是倫敦主教的主要住所。現在這裡仍然由英國聖公會所有，但由富勒姆宮信託管理，並作為博物館對外開放。富勒姆宮還包括一個大型花園，而花園也是II* 級登錄建築。

## 外部連結
- Chandler, Andrew, The Church of England in the Twentieth Century: the Church Commissioners  Retrieved January 2012
- 官方网站
- Images of England page with listing details Retrieved January 2012